# Olympia-Einkaufszentrum

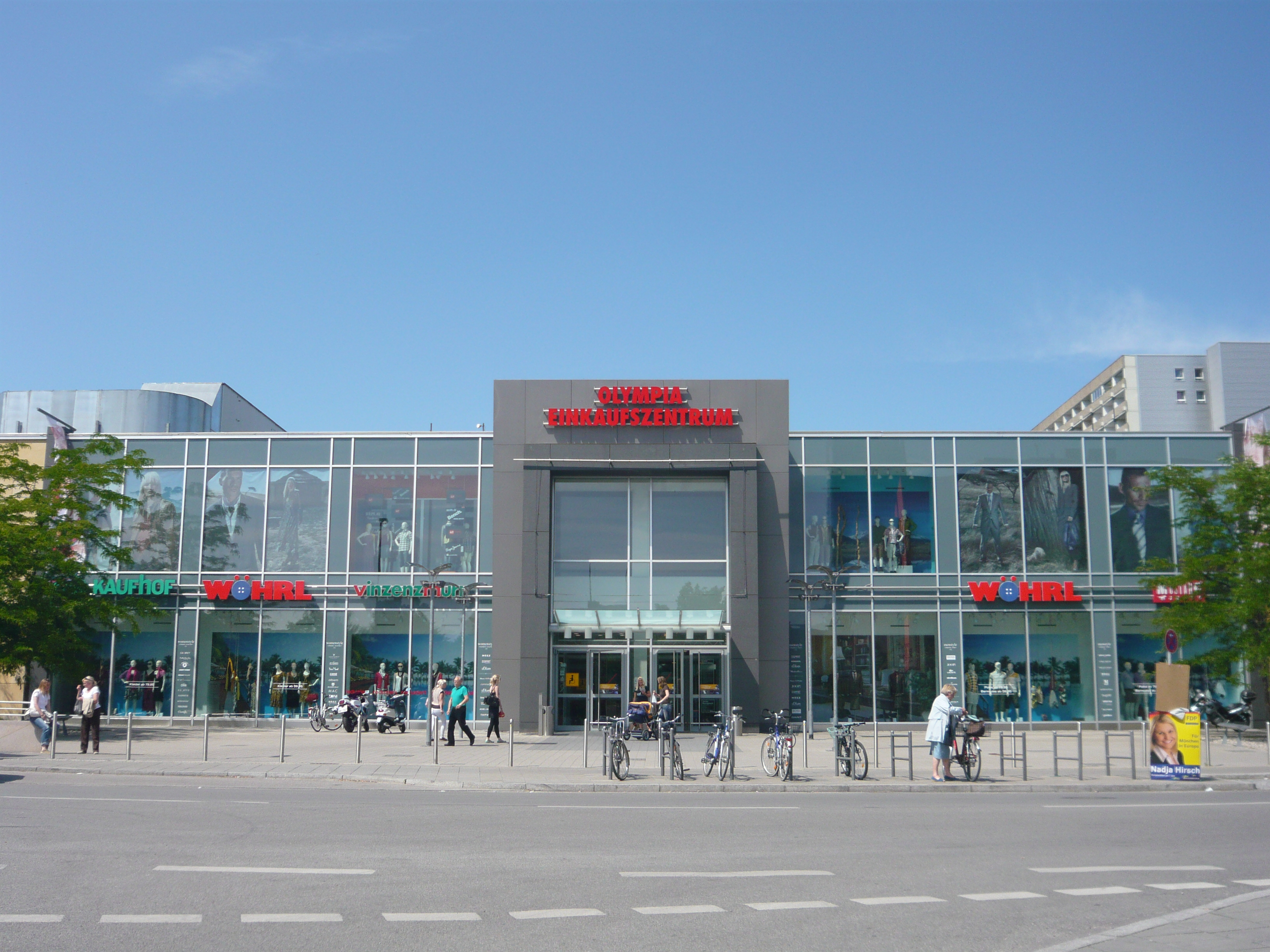
Eingang in der Pelkovenstraße

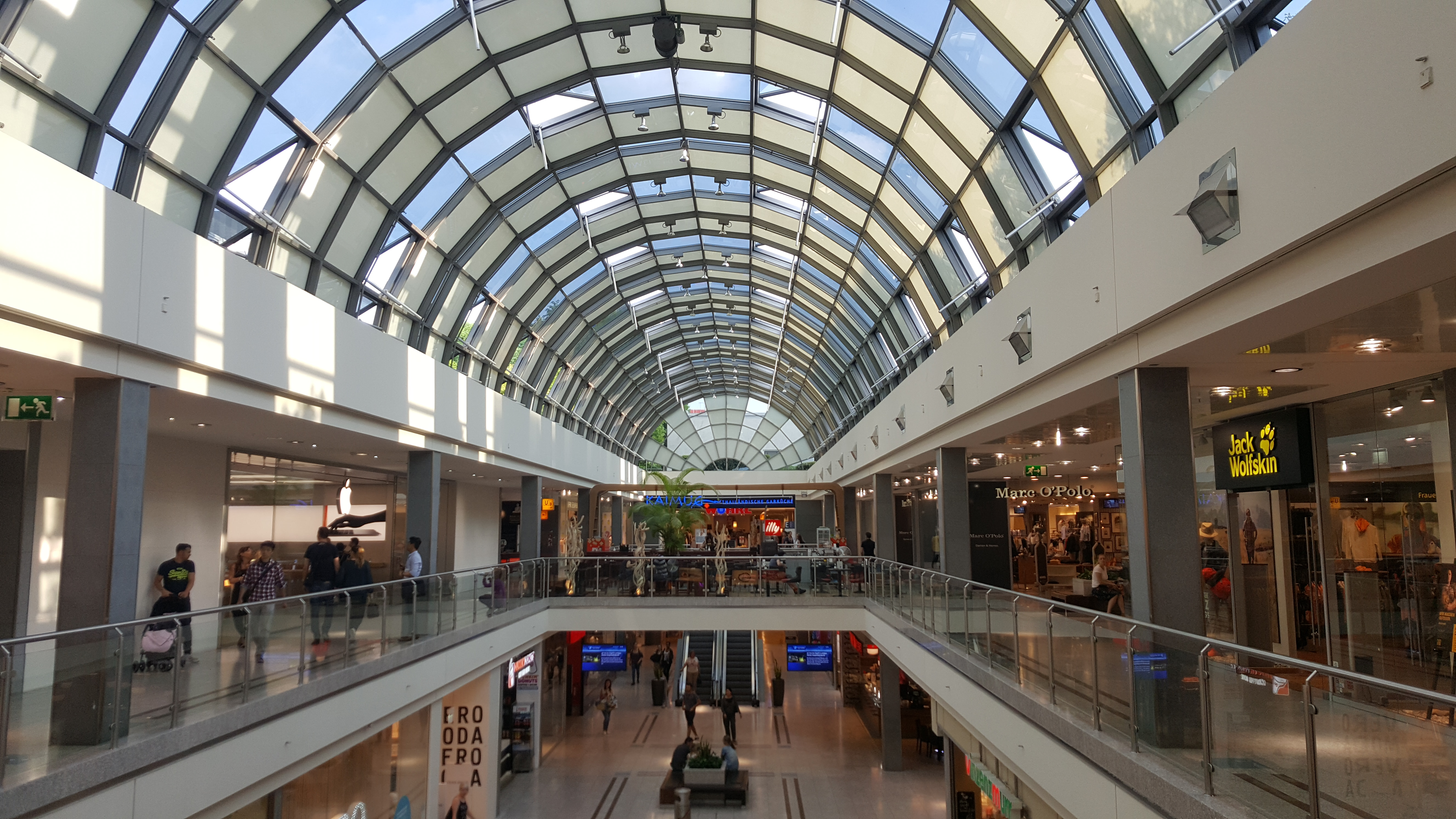
OEZ, Innenansicht (eines der Glasdächer)

Das Olympia-Einkaufszentrum (kurz OEZ) ist ein von der Neuen Heimat gebautes und 1972 eröffnetes Einkaufszentrum an der Hanauer Straße 68 im Münchner Stadtbezirk Moosach. Der Name rührt von der gemeinsamen Errichtung des Zentrums und der angrenzenden Pressestadt im Olympiapark für die Olympischen Sommerspiele 1972 her. In den Jahren 1993 und 1994 wurde das OEZ nach Plänen der Münchner Architekten Hans Baumgarten und Curt O. Schaller erweitert und modernisiert.
Das Olympia-Einkaufszentrum war eines der ersten großen Einkaufszentren Deutschlands und gehört bis heute zu den größten Bayerns. 2005 wurde es mit dem Europe Retail Award des ICSC in der Kategorie Refurbishment and Extension ausgezeichnet.

## Beschreibung
Die Verkaufsfläche des von der ECE Marketplaces GmbH & Co. KG betriebenen OEZ beläuft sich auf 56.000 Quadratmeter. Auf zwei Ebenen sind rund 135 Fachgeschäfte, drei Warenhäuser, große Textilhäuser, Lebensmittelgeschäfte, Dienstleistungsbetriebe, Restaurants und Cafés untergebracht. Das Einkaufszentrum beschäftigt 1.700 Angestellte und zählt täglich durchschnittlich rund 33.400 Besucher. Die Zahl der „Einwohner im Einzugsgebiet“ wird vom Betreiber insgesamt auf 1,9 Millionen beziffert. Ab Ende 2018 ist eine Renovierung in Höhe von 30 Millionen Euro geplant.
Über dem eigentlichen Einkaufszentrum befinden sich 400 Wohnungen.
In direkter Nachbarschaft liegt das Nahversorgungszentrum Mona, etwas weiter entfernt die Meile Moosach.

## Infrastruktur
Das OEZ verfügt über 2.400 Parkplätze für Pkw und 320 Fahrrad-Stellplätze. Mit dem Auto ist es über den Mittleren und den Äußeren Münchner Ring zu erreichen. Seit dem 31. Oktober 2004 ist das Center durch den U-Bahnhof Olympia-Einkaufszentrum der U1 erreichbar, seit dem 28. Oktober 2007 auch mit der U3. Außerdem wird es von mehreren Buslinien angefahren (X35, X36, 50, 60, 143, 163 und 175).

## Anschlag am 22. Juli 2016
Am und im Einkaufszentrum wurden bei einem Anschlag am 22. Juli 2016 neun Menschen erschossen. Etwa zweieinhalb Stunden später erschoss sich der Täter selbst, als er von Polizisten gestellt wurde.